# Cnaeus Octavius (consul en -128)
Pour les articles homonymes, voir Cnaeus Octavius.
Cnaeus Octavius, consul en 128 av. J.-C., est probablement le fils de Cnaeus Octavius (consul en 165 av. J.-C.) et le père de Cnaeus Octavius (consul en 87 av. J.-C.).